# Педросо, Жан
Жан Энри́ке Карне́йро Педро́со (порт.-браз. Jean Henrique Carneiro Pedroso; род. 28 января 2004, Карамбеи, Парана), более известный, как Жан Педросо (порт.-браз. Jean Pedroso) — бразильский футболист, защитник львовских «Карпат».

## Клубная карьера
Педросо — воспитанник клуба «Коритиба». 10 июня 2023 года в матче против «Сантоса» он дебютировал в бразильской Серии A. 

## Международная карьера
В 2023 году в составе молодёжной сборной Бразилии Педросо стал победителем молодёжного чемпионата Южной Америки в Колумбии. На турнире он сыграл в матчах против сборных Аргентины, Эквадора, Венесуэлы, а также дважды против Колумбии и Парагвая. В поединке против парагвайцев Стенио забил гол.
В том же году Педросо выиграл домашний юношеский чемпионат мира. На турнире он сыграл в матче против Чили, Канады, Новой Зеландии, Анголы, Италии, Франции и Мексики. В поединках против доминиканцев и нигерийцев Жан забил по голу. 

## Достижения

### Командные
Сборная Бразилии (до 20 лет)
- Чемпион Южной Америки среди молодёжных команд: 2023